# Georges Moussiaux
Georges Moussiaux (Hoei, 14 november 1884 – Marksuhl, 3 mei 1945)
was een Belgische priester die tijdens de Tweede Wereldoorlog lid was van het verzet.

## Biografie
Moussiaux werd opgeleid in het seminarie van Sint-Truiden. In 1909 werd hij tot priester gewijd.
Hij gaf les in Stavelot en nam vervolgens het priesterschap waar in Ombret, Hoei en tot slot Limont.
Tijdens de Tweede Wereldoorlog was hij actief in het 'Clarence'-inlichtingennetwerk, en verschafte onderdak aan neergeschoten geallieerde piloten die via de komeetlijn trachtten te ontsnappen naar het neutrale Spanje.
Op 8 juli 1942 werd Moussiaux gearresteerd en opgesloten in de gevangenis van Saint-Léonard in Luik. Op 19 september 1942 werd hij getransporteerd naar Bochum. Na een half jaar opsluiting in Bochum werd hij met 800 andere gevangen getransporteerd naar Kamp Esterwegen, waar hij 's ochtends de mis opdroeg. Na 11 maanden in het kamp te zijn opgesloten, werd hij verhuisd naar Borgemach en daarna zat hij zes maanden opgesloten in de gevangenis van Mansfeld waaruit hij werd bevrijd door het Amerikaans leger.
Op weg naar huis overleed hij in een ziekenhuis op 3 mei 1945 alsnog aan de opgelopen ontberingen. Een dag voor zijn overlijden heeft hij nog een brief kunnen schrijven naar zijn familie.

## Geredde piloten
- Reginald John Collins (1913 - 2000)